# Тяжёлая кавалерия

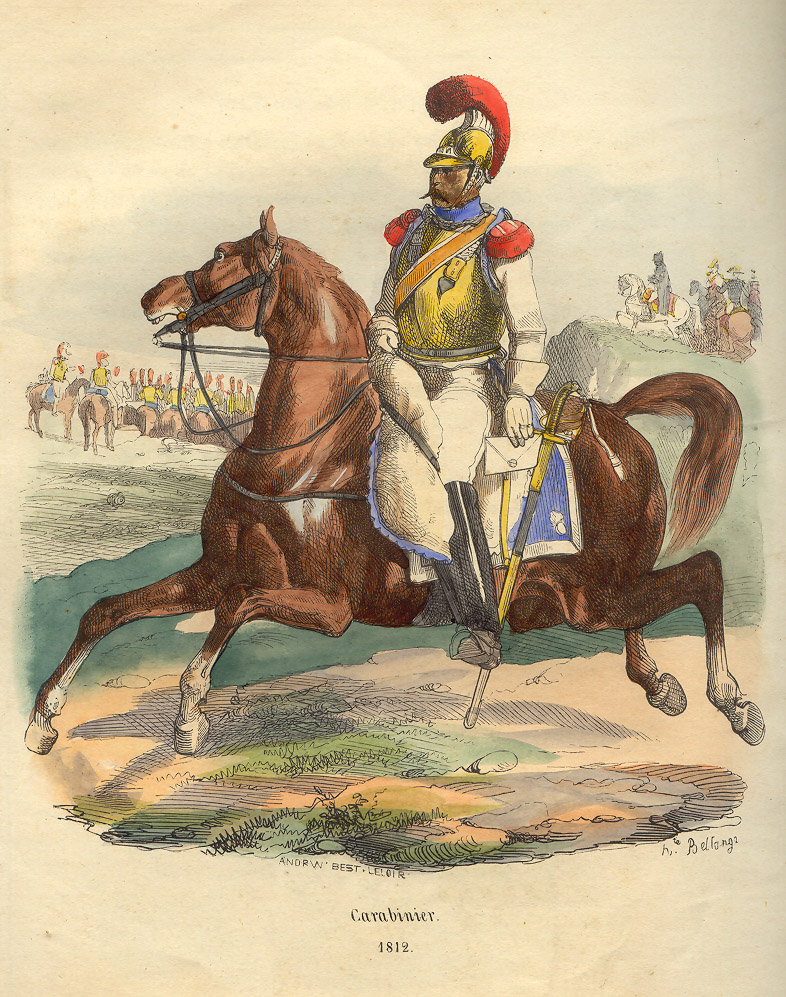
Наполеоновский карабинер 1812 года.

Тяжёлая кавалерия — род ударных конных войск, в сухопутных войсках вооружённых сил многих государств мира.
Возникли ещё в Античные времена, утратили своё значение перед Первой мировой войной. 
Единственный чёткий критерий отличия от других типов кавалерии — вес коней, значительно превышавший оный у средней кавалерии, лёгкой и драгунской. К примеру вес европейского кирасирского коня колебался в районе 600-700 килограмм, а рыцарский дестриэ весил не менее 800, а то и более тонны. 
Благодаря весу своих коней тяжёлая кавалерия одним своим наскоком могла смять вражескую инфантерию (пехоту) и лёгкую конницу. По этому поводу знаменитый прусский военачальник Зейдлиц сказал: «Кавалерия одерживает верх не саблями, а хлыстом и шпорами».
В русской армии в тяжёлую кавалерию входили формирования по родам оружия — кирасиры, карабинеры, конные гренадеры, рейтары, которые применялись для усиления сомкнутых атак.